# Barwell
Pour les articles homonymes, voir Barwell (homonymie).
Barwell est une paroisse civile et un village du Leicestershire, en Angleterre.